# Saar Bressers
Saar Bressers is een Nederlands (musical)actrice.

## Levensloop
Bressers studeerde aan de Amsterdamse Hoge School voor de Kunsten. Ze is bekend van haar rol als Sharon in Komt een man bij de dokter. Daarnaast is ze bekend van haar rol in de Almhof-reclame. In het theater was ze te zien in verschillende musicalproducties, waaronder Saturday Night Fever en High School Musical. Naast haar acteeropleiding volgde ze de opleiding Psychologie aan de Universiteit van Amsterdam. Inmiddels is zij Communicatie & Management Trainer.